# Meister von Soriguerola

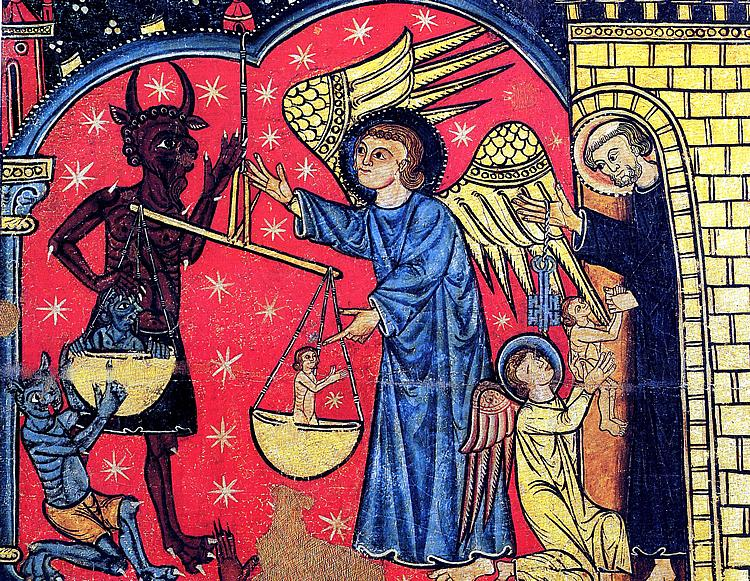
Meister von Soriguerola: Sankt Michael, Detail aus dem Altar der Kirche Sant Miquel de Soriguerola, Tempera auf Holz, Ende des 13. Jahrhunderts

Als  Meister von Soriguerola (katalanisch Mestre de Soriguerola, spanisch Maestro de Soriguerola) wird ein frühgotischer Maler bezeichnet, der im letzten Viertel des 13. Jahrhunderts in Katalonien tätig war.

## Namensgebung
Der namentlich nicht bekannte Künstler erhielt seinen Notnamen nach seinem Altarbild, das er für die romanische Kirche Sant Miquel in Soriguerola geschaffen hat. Soriguerola ist eine kleine Ortschaft, ehemals Teil der Grafschaft Cerdanya in den östlichen Pyrenäen, und das Bild, das dem Meister den Namen gibt, befindet sich heute im  Museu Nacional d’Art de Catalunya in Barcelona. Das Bild ist ein Altarretabel, 96,3 Zentimeter hoch und 234,5 Zentimeter breit und stellt auf seiner rechten Seite das Abendmahl Jesu und auf der linken Seite den Erzengel Michael beim Letzten Gericht dar.

## Stil
Dem Meister von Soriguerola werden durch Stilvergleich noch weitere Werke aus den ehemaligen Katalanischen Grafschaften Cerdany und Conflent und der Region Ripollès zugeordnet. Dort war der Meister, vielleicht unterstützt von anderen Malern, in seiner Werkstatt tätig. Deren gemeinsamer Stil war in der Kunsthistorik schon vor der Benennung des Meisters erkannt worden.
Das Werk des Meisters steht am Übergang zwischen romanischer und gotischer Kunst in der katalanischen Malerei. Obwohl der Meister noch in einer lokal geprägten romanischen Tradition steht, entfernt sich seine Malerei schon erkennbar vom Byzantinischen Stil und nimmt neue Einflüsse westeuropäischer Malerei auf. Der Meister müsste Altarbilder und Buchmalereien aus Frankreich oder Italien oder auch Malerei aus Mallorca gekannt haben, also aus dem gesamten 1229 gegründeten Königreich Mallorca, zu dem auch katalanische Grafschaften gehörten.

## Kunsthistorische Bedeutung
Die dem Meister von Soriguerola zugeschriebenen Werke finden nicht nur in der Kunstgeschichte der Region Katalonien  Beachtung, der Meister wird von Experten als Grenzgänger zwischen romanischer Tradition und sehr frühem gotischen Stil, der sogenannten Protogotik, gesehen.

## Werke (Auswahl)
- Altarbild aus der Kirche Sant Miquel in Soriguerola
  - Sant Miquel, Vorderseite, heute  Museu Nacional d’Art de Catalunya, Barcelona, Inventarnummer 003901-00
  - Sant Miquel, Rückseite, heute Museu Nacional d’Art de Catalunya, Barcelona, Inventarnummer 035699-000
- Altarbild aus der Kirche Santa Eugènia in Saga, heute Musée des Arts Decoratifs, Paris
- Altarbild aus der Kirche Sant Vicenç de La Llaguna
- Altarbild mit den Aposteln Petrus und Paulus, aus Vall de Ribes (Ripollès), heute  Museo Episcopal de Vic, Vic, Inventarnummer 9694, 9695
- Altarbild aus der Kirche Sant Cristòfol de Ripollès
  - Christopherus, Vorderseite, heute Museu Nacional d’Art de Catalunya Barcelona, Inventarnummer 004370-000
  - Rückseite mit Petrus und Paulus, heute Museu Nacional d’Art de Catalunya Barcelona, Inventarnummer 035700-000

## Galerie

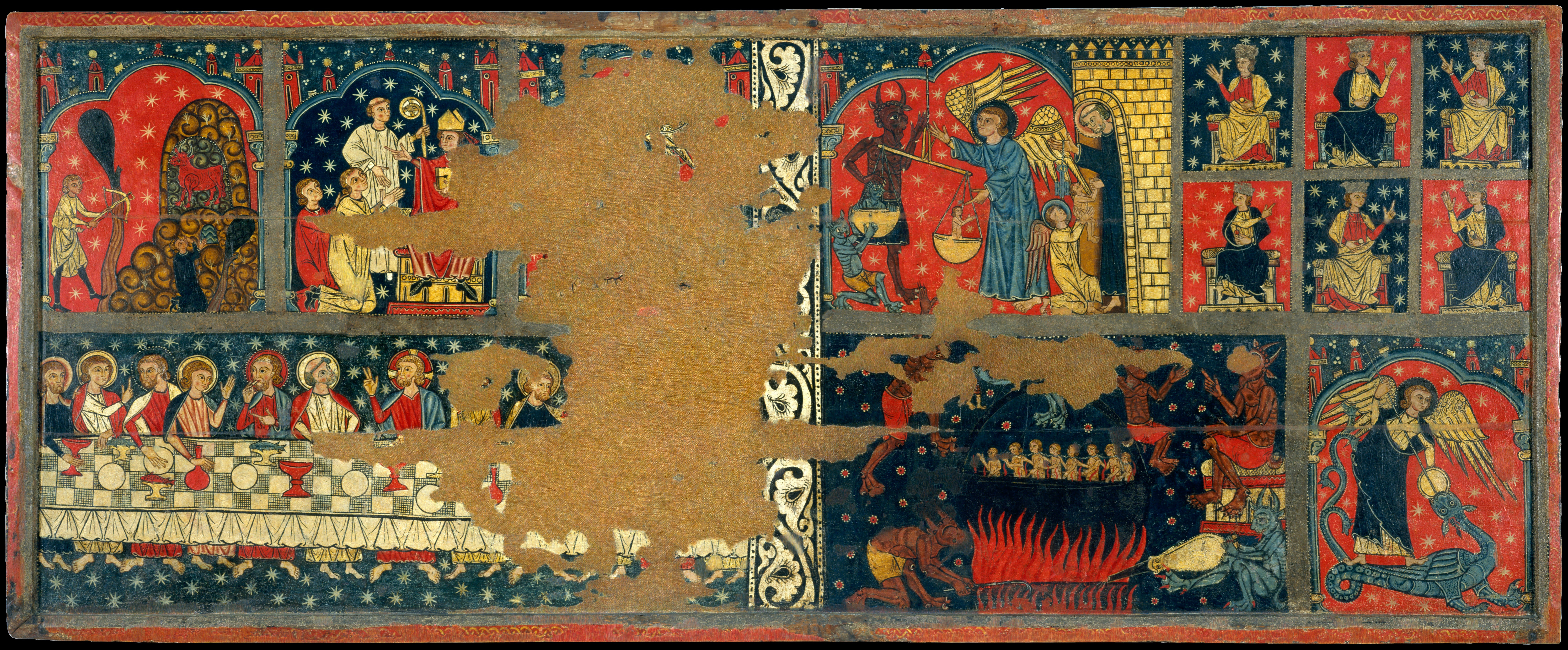
Meister von Soriguerola: Michael-Altar, Katalonien, 14. Jahrhundert
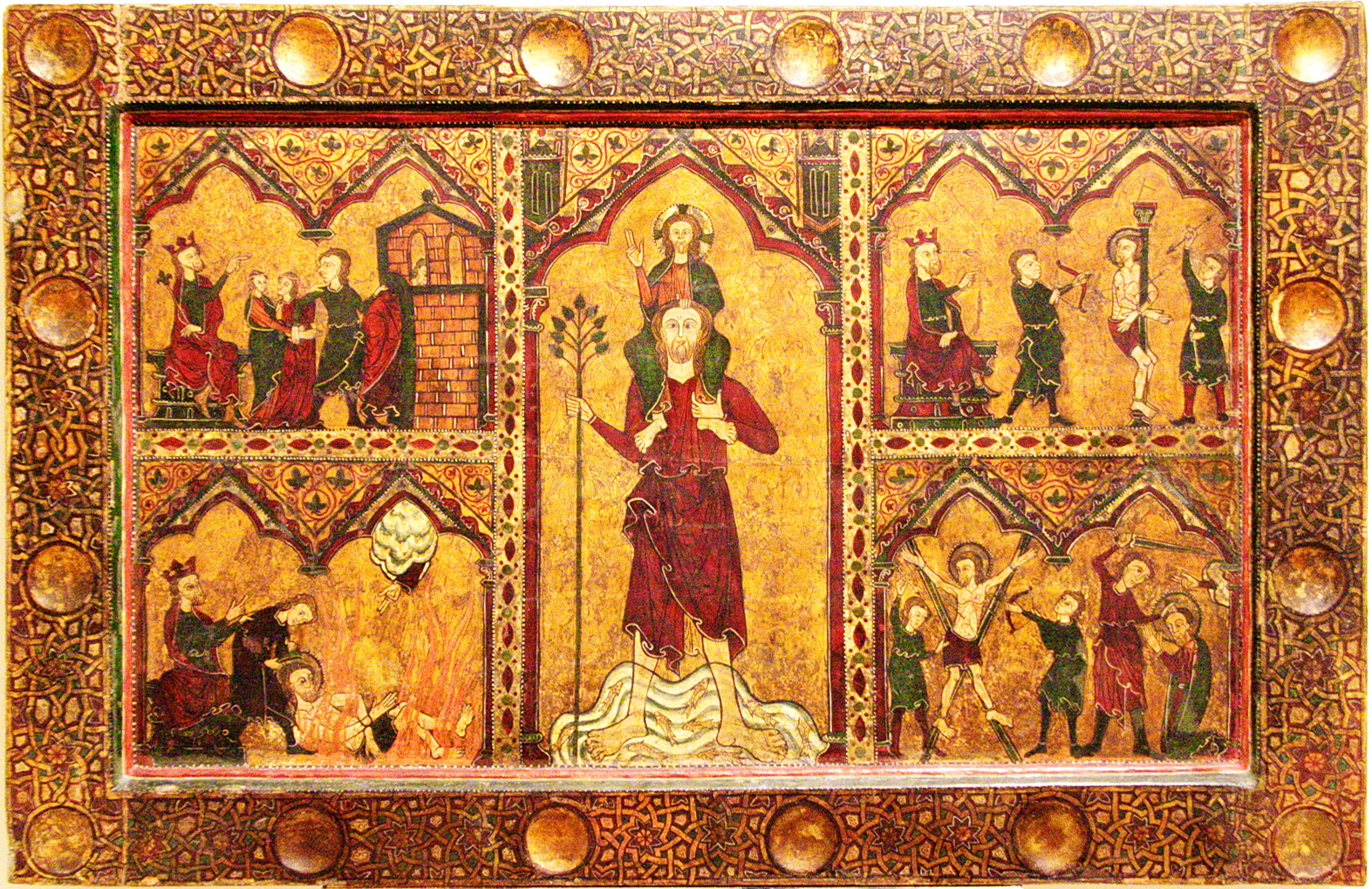
Meister von Soriguerola: Christopherus-Altar,  Katalonien, 14. Jahrhundert
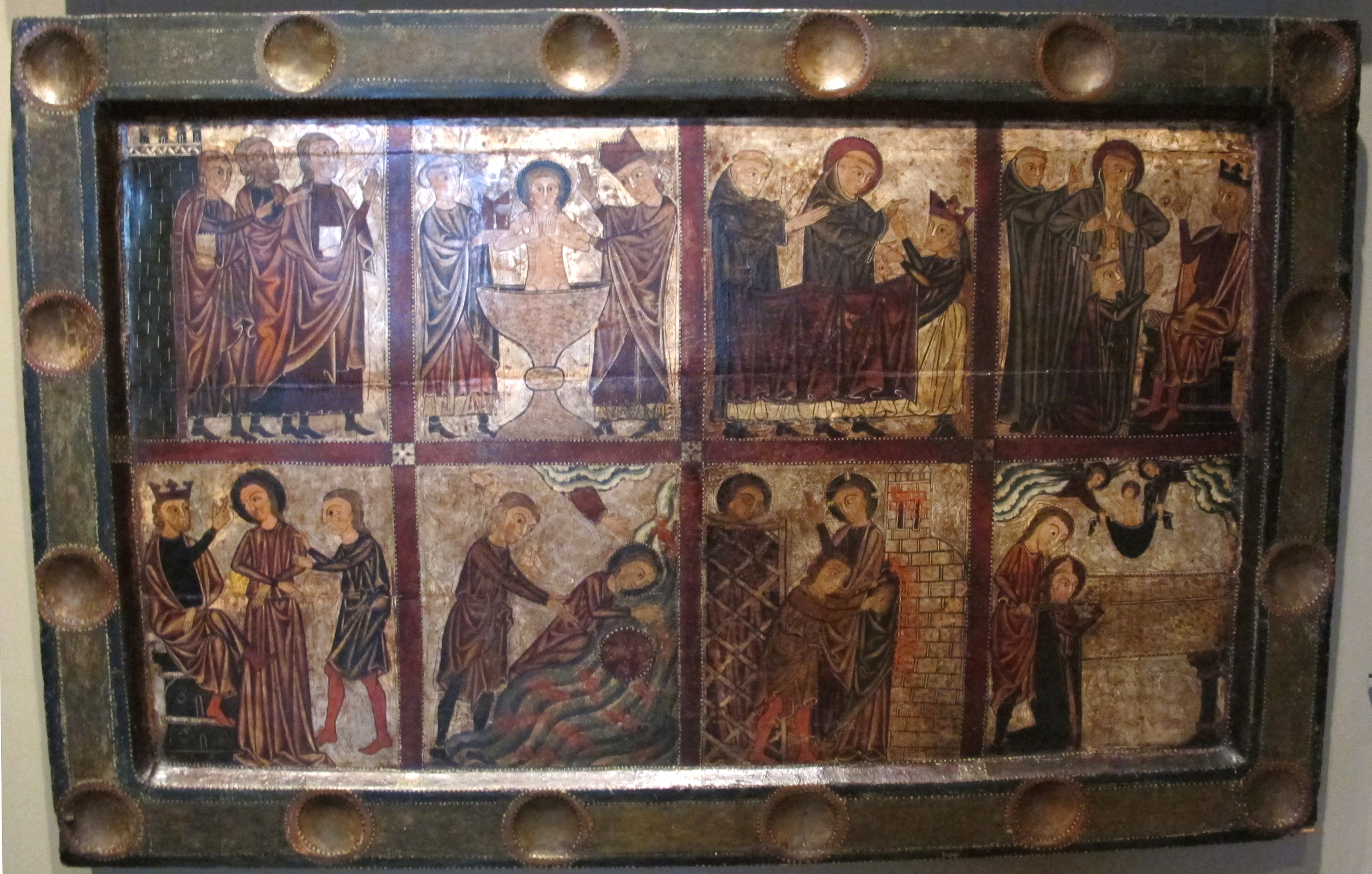
Meister von Soriguerola: Altarbild aus Santa Eugènia in Saga, Katalonien, 14. Jahrhundert